# HMS Frobisher (D81)
Le HMS Frobisher est un croiseur lourd de classe Hawkins construit pour la Royal Navy à la fin de la Première Guerre mondiale.
Construit à l'arsenal de Devonport à partir du 2 août 1916, il est lancé le 20 mars 1920 et entre en service actif à compter du 20 septembre 1924.

## Historique
Déployé au sein de la Mediterranean Fleet en qualité de navire-amiral de la 1re flottille de croiseurs, il opère également en mer de Chine et dans l’Atlantique (Atlantic Fleet) pendant l’entre-deux-guerres.
Constamment rénové et réarmé, il est placé en réserve à partir de novembre 1930 puis comme bâtiment d’entraînement des élèves-officiers de la Royal Navy britannique jusqu'en 1939. Lorsque la Seconde Guerre mondiale éclate en Europe, le Frobisher est modernisé afin de répondre aux nouveaux besoins des combats maritimes de l’époque. Il est réarmé de cinq canons de 7,5 pouces et cinq de 4 pouces (102 mm), un quadruple "pom-pom" de 2 livres et 19 Oerlikons de 20 mm.

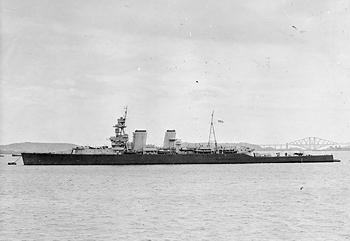
Le Frobisher amarré dans le Firth of Forth à la mi-1945.

Affecté au sein de la 4e flottille de croiseurs en mars 1942, il opère dans l’océan Indien et réalise un certain nombre d’escortes de convois. En mars 1944, il est déployé dans la Manche afin de participer à l’opération Neptune : le 6 juin 1944, il fait route avec la force S en direction de Sword Beach et bombarde les positions allemandes dans le secteur de Riva-Bella, où débarquent les forces franco-anglaises (en particulier les membres du commando Kieffer). Avec ses canons de 7,5 pouces, il marque un coup au but sur le Grand Bunker de Ouistreham.
Pendant les premiers jours de la bataille de Normandie, l’HMS Frobisher appuie de ses feux la progression des forces terrestres alliées au nord de Caen. En août 1944, il est endommagé en baie de Seine par une torpille allemande tirée depuis un E-Boot, une vedette lance-torpilles particulièrement rapide.
Renvoyé au Royaume-Uni, il est désarmé et reprend dès lors son rôle de bâtiment d’entraînement des élèves-officiers, avant d’être vendu à la société de démolition John Cashmore Ltd le 26 mars 1949, puis démoli à Newport à compter de mai 1949.

## Commandement
- Captain James Frank William Mudford du 13 janvier 1942 au 15 septembre 1944.
- Captain Neville Brevoort Carey Brock du 15 septembre 1944 au 16 mars 1945.
- Captain John Graham Hewitt du 16 mars 1945 à une date inconnue.